# Stoomkoker

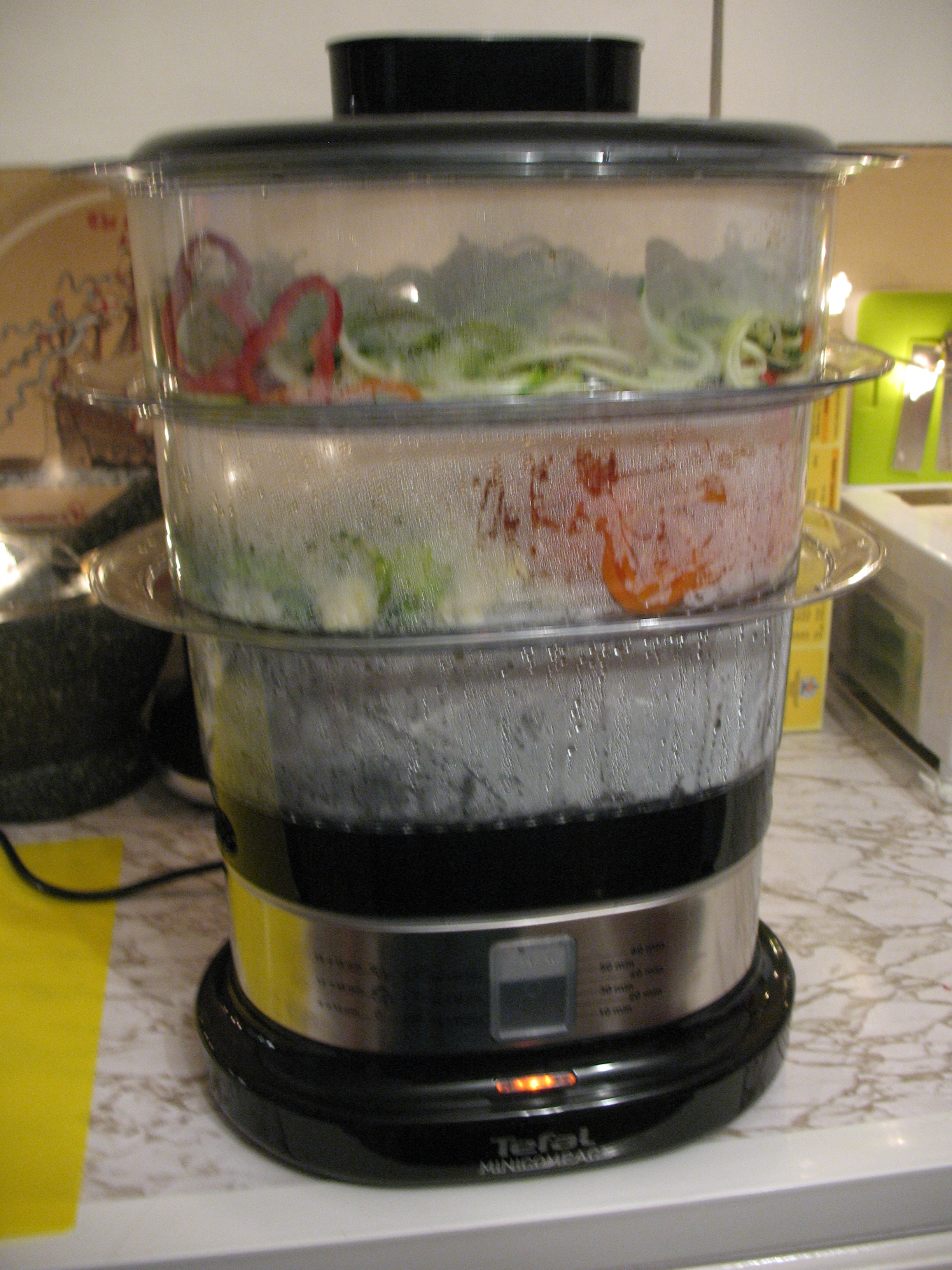
Een doorzichtige stoomkoker met drie lagen boven elkaar

Een stoomkoker is een elektrisch huishoudelijk apparaat waarmee voedsel bereid wordt door het te stomen. Bij stomen worden de voedingsstoffen beter bewaard dan bij koken of bakken. Er zijn geen olie of vetten nodig voor de bereiding.
Een stoomkoker bestaat uit een waterreservoir met een verwarmingselement met daarbovenop gestapelde schalen (of 'mandjes') voor verschillende voedingsmiddelen. Deze hebben aan de onderzijde openingen om de stoom door te laten. Het verwarmingselement verwarmt het water uit het reservoir en de hete waterdamp zorgt ervoor dat de voedingsmiddelen gaar worden.
Een stoomkoker kan gebruikt worden voor het bereiden van bijvoorbeeld groenten, rijst (rijstkoker) en vis. In de Aziatische keuken wordt de stoomkoker vaak gebruikt om complete maaltijden te bereiden.